# 올림과 버림
올림과 버림(또는 내림, 절단)은 근삿값을 구하는 방법 중 하나이다.

## 올림
올림은 올림하려는 수보다 작지 않은 수 중에서 오차의 한계를 만족하는 가장 작은 수를 택한다. 수학적으로는 다음과 같이 표현할 수 있다.
{\displaystyle x\in \mathbb {R} }이고 오차의 한계가 {\displaystyle 10^{k}\left(k\in \mathbb {Z} \right)}일 때, {\displaystyle x=n+\alpha ,\ n=z\times 10^{k}\left(z\in \mathbb {Z} \right),\ \alpha \in \left[0,10^{k}\right)}로 쓸 수 있으면, {\displaystyle x}의 올림은 {\displaystyle \alpha =0}일 때 {\displaystyle n}이고, {\displaystyle \alpha \neq 0}일 때 {\displaystyle n+10^{k}}이다.

특히, 오차의 한계가 1({\displaystyle \scriptstyle {k=0}})인 경우, 즉 소수점 첫째 자리에서 올림하는 경우 {\displaystyle x}의 올림을 {\displaystyle \left\lceil x\right\rceil }라고도 쓰며, 이것은 {\displaystyle x}보다 작지 않은 최소 정수를 찾는 것과 같다.
- 오차의 한계가 10이 되도록 하는 것을 "일의 자리에서 올림", 오차의 한계가 100이 되도록 하는 것을 "십의 자리에서 올림" 같은 식으로 말한다.
- 오차의 한계가 1이 되도록 하는 것을 "소수점 (이하) 첫째 자리에서 올림", 오차의 한계가 0.1이 되도록 하는 것을 "소수점 (이하) 둘째 자리에서 올림" 같은 식으로 말한다.
- 73을 일의 자리에서 올림하면 80이 되고(73=70+3 → 70+10=80), 십의 자리에서 올림하면 100이 된다(73=0+73 → 0+100=100).
- 51.6137을 소수점 셋째 자리에서 올림하면 51.62이 되고(51.6137=51.61+0.0037 → 51.61+0.01=51.62), 일의 자리에서 올림하면 60이 된다(51.6137=50+1.6137 → 50+10=60).
- 70을 일의 자리에서 올림하면 70이 된다(70=70+0 → 70).
- 701을 십의 자리에서 올림하면 800이 된다(701=700+1 → 700+100=800).
- -211을 일의 자리에서 올림하면 -210이 된다(-211=-220+9 → -220+10=-210).
- -4.331을 소수점 첫째 자리에서 올림하면 -4가 되고(-4.331=-5+0.669 → -5+1=-4), 소수점 둘째 자리에서 올림하면 -4.3이 된다(-4.331=-4.4+0.069 → -4.4+0.1=-4.3).

## 버림
버림은 버림하려는 수보다 크지 않은 수 중에서 오차의 한계를 만족하는 가장 큰 수를 택한다. 수학적으로는 다음과 같이 표현할 수 있다.
{\displaystyle x\in \mathbb {R} }이고 오차의 한계가 {\displaystyle 10^{k}\left(k\in \mathbb {Z} \right)}일 때, {\displaystyle x=n+\alpha ,\ n=z\times 10^{k}\left(z\in \mathbb {Z} \right),\ \alpha \in \left[0,10^{k}\right)}로 쓸 수 있으면, {\displaystyle x}의 버림은 {\displaystyle n}이다.

특히, 오차의 한계가 1({\displaystyle \scriptstyle {k=0}})인 경우, 즉 소수점 첫째 자리에서 버림하는 경우를 정수부분을 찾는다고 말한다.
- 오차의 한계가 10이 되도록 하는 것을 "일의 자리에서 버림", 오차의 한계가 100이 되도록 하는 것을 "십의 자리에서 버림" 같은 식으로 말한다.
- 오차의 한계가 1이 되도록 하는 것을 "소수점 (이하) 첫째 자리에서 버림", 오차의 한계가 0.1이 되도록 하는 것을 "소수점 (이하) 둘째 자리에서 버림" 같은 식으로 말한다.
- 13.141592를 일의 자리에서 버림하면 10이다(13.141592=10+3.141592 → 10).
- 5.6341432를 소수점 넷째 자리에서 버림하면 5.634이다(5.6341432=5.634+0.0001432 → 5.634).
- 32.438191288을 소수점 다섯째 자리에서 버림하면 32.4381이다(2.438191288=32.4381+0.000091288).
- 9265358을 백의 자리에서 버림하면 9265000이다9265358=9265000+358 → 9265000).
- -333.3을 일의 자리에서 버림하면 -340이다(-333.3=-340+6.7 → -340).
- -4.14를 소수점 첫째 자리에서 버림하면 -5이다(-4.14=-5+0.86 → -5).

## 절단의 상대오차
실수 x를 부동소수점 기계 숫자로 나타낸 것을 fl(x)라고 할 때, 절단 오차를 구하는 과정은 다음과 같다. 우선 십진수 양의 실수 x는 정규화된 형태로 다음으로 나타낼 수 있다.
{\displaystyle x=(0.b_{1}b_{2}\cdots b_{k}b_{k+1}\cdots )_{10}\times 10^{e}}
k자리로 절단하는 경우의 상대오차를 구한다면
{\displaystyle {\begin{matrix}\left|{\frac {x-fl(x)}{x}}\right|&=&\left|{\frac {(0.b_{1}b_{2}\cdots b_{k}b_{k+1}\cdots )\times 10^{n}-(0.b_{1}b_{2}\cdots b_{k})\times 10^{n}}{(0.b_{1}b_{2}\cdots b_{k}b_{k+1}\cdots )\times 10^{n}}}\right|\\&=&\left|{\frac {0.b_{k+1}b_{k+2}b_{k+3}\cdots }{0.b_{1}b_{2}\cdots b_{k}b_{k+1}}}\times 10^{-k}\right|\\&\leq &{\frac {1}{0.1}}\times 10^{-k}=10^{-k+1}\end{matrix}}}
따라서 절단의 상대오차는 {\displaystyle \left|{\frac {x-fl(x)}{x}}\right|\leq 10^{-k+1}}이다.

## 참고 문헌
- Abdelwahab Kharab; Ronald B. Guenther (2013). 《An Introduction to Numerical Methods A MATLAB Approach》 [이공학도를 위한 수치해석]. 학산미디어. ISBN 978-89-966211-8-8.

## 같이 보기
- 바닥 함수와 천장 함수
- 반올림